# کوژمینا
کوژمینا (به لهستانی:  Kuźmina) یک روستا در لهستان است که در گمینا بیرچا واقع شده‌است.
 کوژمینا  ۴۸۰ نفر جمعیت دارد.